# Награда филмских критичара за најбољи филм
Награда Удружења телевизијских филмских критичара за најбољи филм (енгл. Critics' Choice Movie Award for Best Picture) једна је од награда коју додељује „Удружење телевизијских филмских критичара“.

### 1990е
| Година | Добитници и номиновани |
| ------ | --- |
| 1995.  | Разум и осећајност |
| 1996.  | Фарго |
| 1996.  | Велика ноћ · Евита · Хамлет · Џери Магвајер · Усамљена звезда Сјај · Искушење · Енглески пацијент · Народ против Ларија Флинта                              |
| 1997.  | Поверљиво из Л. А. |
| 1997.  | Амистад · Добро да боље не може бити · Дони Браско · Добри Вил Хантинг До голе коже · Крила голубице · Ноћи бугија · Титаник · Ратом против истине          |
| 1998.  | Спасавање редова Рајана |
| 1998.  | Једноставан план · Елизабета · Богови и чудовишта · Живот је леп · Веома опасна романса Плезентвил · Заљубљени Шекспир · Танка црвена линија · Труманов шоу |
| 1999.  | Америчка лепота |
| 1999.  | Бити Џон Малкович · Живот нема правила · Зелена миља · Инсајдер · Магнолија Човек на Месецу · Шесто чуло · Талентовани господин Рипли · Три краља           |

### 2000е
| Година | Добитници и номиновани |
| ------ | --- |
| 2000.  | Гладијатор |
| 2000.  | Корак до славе · Били Елиот · Притајени тигар, скривени змај · Ерин Брокович · Перо Тринаест дана · Путеви дроге · Златни момци · Можеш да рачунаш на мене          |
| 2001.  | Блистави ум |
| 2001.  | Али · У спаваћој соби · Господар прстенова: Дружина прстена · Човек који није био ту Мементо · Мулен руж! · Булевар звезда · Лука љубави · Шрек                     |
| 2002.  | Чикаго |
| 2002.  | Све о Шмиту · Адаптација · Ухвати ме ако можеш · Далеко од раја · Банде Њујорка Сати · Господар прстенова: Две куле · Пијаниста · Пут без повратка                  |
| 2003.  | Господар прстенова: Повратак краља |
| 2003.  | Крупна риба · Хладна планина · Потрага за Немом · У Америци · Последњи самурај Изгубљени у преводу · Господар и војсковођа · Мистична река · Сибискит               |
| 2004.  | Странпутице |
| 2004.  | Авијатичар · Колатерал · Вечни сјај беспрекорног ума · У потрази за Недођијом Хотел Руанда · Кинси · Девојка од милион долара · Фантом из опере · Реј               |
| 2005.  | Планина Броукбек |
| 2005.  | Капоте · Бајка о боксеру · Брижни баштован · Фатална несрећа · Лаку ноћ и срећно Кинг Конг · Мемоари једне гејше · Минхен · Ход по ивици                            |
| 2006.  | Двострука игра |
| 2006.  | Вавилон · Крвави дијамант · Девојке из снова · Писма са Иво Џиме · Интимне ствари Мала мис Саншајн · Белешке о скандалу · Краљица · Лет 93                          |
| 2007.  | Нема земље за старце |
| 2007.  | Амерички гангстер · Покајање · Ронилачко звоно и лептир · Ловац на змајеве · У дивљини Џуно · Мајкл Клејтон · Свини Тод: Паклени берберин из улице Флит · Биће крви |
| 2008.  | Милионер са улице |
| 2008.  | Замена · Необични случај Бенџамина Батона · Мрачни витез Сумња · Фрост/Никсон · Милк · Читач · Воли · Рвач                                                          |
| 2009.  | Катанац за бол |
| 2009.  | Аватар · Образовање · Проклетници · Непобедиви · Девет Драгоцена · Озбиљан човек · До неба · У ваздуху                                                              |

### 2010е
| Година | Добитници и номиновани |
| ------ | --- |
| 2010.  | Друштвена мрежа |
| 2010.  | 127 сати · Црни лабуд · Боксер · Почетак · Краљев говор · Град лопова Прича о играчкама 3 · Човек звани храброст · Зима до костију                            |
| 2011.  | Уметник |
| 2011.  | Потомци · Возач · Јако гласно и невероватно близу · Служавке · Иго Поноћ у Паризу · Формула успеха · Дрво живота · Ратни коњ                                  |
| 2012.  | Арго |
| 2012.  | Звери јужних дивљина · Ђангова освета · Јадници · Пијев живот · Линколн Мастер · Краљевство излазећег месеца · У добру и у злу · 00:30 – Тајна операција      |
| 2013.  | Дванаест година ропства |
| 2013.  | Америчка превара · Капетан Филипс · Пословни клуб Далас · Гравитација · Она У глави Луина Дејвиса · Небраска · Спасавање господина Банкса · Вук са Вол Стрита |
| 2014.  | Одрастање |
| 2014.  | Човек Птица · Ишчезла · Гранд Будапест хотел · Игра кодова Ноћне хронике · Селма · Теорија свега · Непокорен · Ритам лудила                                   |
| 2015.  | Под лупом |
| 2015.  | Опклада века · Мост шпијуна · Бруклин · Керол · Побеснели Макс: Ауто-пут беса Марсовац: Спасилачка мисија · Повратник · Соба · Сикарио                        |
| 2016.  | Ла ла ленд |
| 2016.  | Долазак · Ограде · Гребен спаса · По сваку цену · Лав Лавинг · Манчестер поред мора · Месечина · Чудо са Хадсона                                              |
| 2017.  | Облик воде |
| 2017.  | Моја љубавна прича · Зови ме својим именом · Најмрачнији час · Денкерк · Пројекат Флорида Бежи! · Лејди Берд · Доушник · Три билборда изван Ебинга у Мисурију |
| 2018.  | Рома |
| 2018.  | Црни члан КККлана · Црни пантер · Миљеница · Први човек на месецу · Зелена књига Шапат улице · Повратак Мери Попинс · Звезда је рођена · Човек из сенке       |
| 2019.  | Било једном у Холивуду |
| 2019.  | 1917 · Ле Ман '66: Славна 24 сата · Ирац · Зец Џоџо · Џокер Мале жене · Прича о браку · Паразит · Необрађени драгуљи                                          |

### 2020е
| Година | Добитници и номиновани |
| ------ | --- |
| 2020.  | Земља номада |
| 2020.  | Da 5 Bloods · Ма Рејни: Мајка блуза · Манк · Минари · Светске вести · Једна ноћ у Мајамију Девојка која обећава · Звук метала · Суђење Чикашкој седморици |
| 2021.  | Моћ пса |
| 2021.  | Белфаст · Кода · Не гледај горе · Дина · Краљ Ричард: Предност у игри · Пица од сладића Алеја ноћних мора · Тик, тик... Бум! · Прича са западне стране    |
| 2022.  | Све у исто време |
| 2022.  | Аватар: Пут воде · Вавилон · Духови острва · Елвис · Фабелманови Нож у леђа: Стаклени лук · RRR · Тар · Топ ган: Маверик · Жене говоре                    |
| 2023.  | Опенхајмер |
| 2023.  | Америчка фикција · Барби · Боја пурпура · Бартонова академија · Убиства под цветним месецом Маестро · Прошли животи · Јадна створења · Солтберн           |
| 2024.  | Анора |
| 2024.  | Бруталиста · Боб Дилан: Потпуни незнанац · Конклава · Дина: Други део · Емилија Перез Момци из Никла · Синг Синг · Супстанца · Злица                      |